# Partiell fondemission
Partiell fondemission, vid företag får vanligtvis inte göra en nyemission som understiger kvotvärdet på aktie. Men för svenska företag som har sina aktier på en aktoriserad marknad är detta möjligt om man till detta gör en partiell fondemission. Man gör alltså en fondemission för att ersätta den summan som inte ökar företagets aktiekapital ifrån nyemissionen.